# 英雄syndrome
『英雄syndrome』（えいゆうシンドローム）は、神聖かまってちゃんの通算6枚目のアルバム。2014年9月10日にワーナーミュージック・ジャパンから発売された。

## 概要
前作『楽しいね』から1年10ヶ月ぶりとなるオリジナルアルバム。（メディアでは2年ぶりとアナウンスされた）
2014年4月から3ヶ月連続でリリースしたシングル「フロントメモリー」「ロボットノ夜」「ズッ友」が収録されている。
ジャケットイラストは漫画家・イラストレーターの御免なさいが担当した。

## 収録曲
1. オルゴールの魔法
バンド初の試みとなるサンプリングを用いた楽曲。
2. ズッ友
シングル曲。
3. ロボットノ夜
配信限定シングル曲。
4. 新宿駅
リード曲。ミュージックビデオでは、の子がサラリーマンに扮し、恋人役を女優の大沢ひかるが演じている。
5. おかえり
6. 背伸び
7. 彼女は太陽のエンジェル
この曲でもサンプリングが用いられている。使用音源はJason Rivasの「Push Your Feeling Higher」である。
8. ひとりぼっち
元々はアルバム『つまんね』の隠しトラックとして収録されていた「もしもこんな時ひとりぼっちだったら」のリメイク。
9. フロントメモリー feat.川本真琴
シングル曲。
10. だいじょぶわないじゃん
11. 砲の上のあの娘
2013年1月にの子がデモ音源をYouTubeに発表した曲。
12. フロントメモリー（の子vo.ver）
ボーナストラック。バックトラックはこの音源のための録り下ろしで、デモ音源や川本真琴が歌っているシングルの音源とも異なる。